# Greenbrier Classic
Greenbrier Classic är en professionell golftävling på den amerikanska PGA Touren. Tävlingen har spelats årligen sedan 2010 på golfbanan The Old White Course vid The Greenbrier utanför White Sulphur Springs, West Virginia i USA och ersatte den tidigare tävlingen Buick Open som spelades mellan åren 1958 till 2009.
Golfbanan öppnade 1914 men ingick i nätverket TPC i mars 2011. Golfbanan ligger på 560 meter över havet och blev förlängd till 6600 meter 2013 och har par 70.
Ursprungligen spelades tävlingen i slutet av juli, för att från och med 2012 spelas i början av juli. Greenbrier Classic ställdes in 2016 på grund av stora vattenskador och Barracuda Championship blev därför tidigarelagd och spelades istället för Greenbrier. Tävlingen har förlängt sitt kontrakt med PGA Touren och kommer att fortsätta att arrangeras till 2021.
Under den första upplagan av tävlingen 2010 gick Stuart Appleby på 59 slag under det fjärde och sista varvet, vilket gjorde honom till vinnaren av tävlingen med ett slag över Jeff Overton. Det var den andra sub-60-rundan för året; Paul Goydos hade tidigare under juli på John Deere Classic spelat 59 slag på första rundan.
Svenska Jonas Blixt är hittills den enda svensk som har vunnit tävlingen, vilket han gjorde 2013.

## Vinnare
| År   | Spelare                           | Resultat                          | Mot par                           | Segermarginal                     | Runner(s)-up                                           |
| ---- | --------------------------------- | --------------------------------- | --------------------------------- | --------------------------------- | ------------------------------------------------------ |
| 2017 | Alexander Schauffele              | 266                               | -14                               | 1 slag                            | Robert Streb                                           |
| 2016 | Inställd på grund av vattenskador | Inställd på grund av vattenskador | Inställd på grund av vattenskador | Inställd på grund av vattenskador | Inställd på grund av vattenskador                      |
| 2015 | Danny Lee                         | 267                               | −13                               | Särspel                           | David Hearn Kevin Kisner Robert Streb                  |
| 2014 | Ángel Cabrera                     | 264                               | −16                               | 2 slag                            | George McNeill                                         |
| 2013 | Jonas Blixt                       | 267                               | −13                               | 2 slag                            | Steven Bowditch Matt Jones Johnson Wagner Jimmy Walker |
| 2012 | Ted Potter, Jr.                   | 264                               | −16                               | Särspel                           | Troy Kelly                                             |
| 2011 | Scott Stallings                   | 270                               | −10                               | Särspel                           | Bob Estes Bill Haas                                    |
| 2010 | Stuart Appleby                    | 258                               | −22                               | 1 slag                            | Jeff Overton                                           |